# Masta Killa
Jamel Irief,  művésznevén Masta Killa (született Elgin Turner, Brooklyn, 1969. augusztus 18.) amerikai rapper, a Wu-Tang Clan egyik tagja. Mindössze egy számban jelent meg a csapat bemutatkozó lemezén, az Enter the Wu-Tang (36 Chambers)-ön. Három önálló albuma is készült: No Said Date, Made in Brooklyn és Selling My Soul címen.

## Diszkográfia

### Stúdióalbumok
- No Said Date (2004)
- Made in Brooklyn (2006)
- Selling My Soul (2012)

### Kislemezek
- No Said Date (2003)
- Digi Warfare (2003)
- D.T.D. (2004)
- Queen (2004)
- Ringing Bells (2006)
- It's What It Is (2006)
- Brooklyn King (2006)
- Iron God Chamber (2006)
- Street Corner (2006)
- Things Just Ain't The Same (2010)